# Ahmed Al Masli
Ahmed Faraj Al Masli (Benghazi, 28 dicembre 1979) è un ex calciatore libico, di ruolo attaccante.

## Carriera

### Club
Comincia a giocare all'Al-Tahaddy. Nel 2002 si trasferisce all'Al-Nasr Bengasi. Nel 2003 passa all'Al-Ittihad. Nel gennaio 2006 si trasferisce all'Al-Hilal Bengasi. Nell'estate 2006 viene acquistato dall'Al-Nasr Bengasi. Nell'estate 2007 si trasferisce all'Al-Ittihad. Nel gennaio 2008 passa all'Al-Arabi. Nell'estate 2008 viene acquistato dall'Al-Ahly Bengasi. Nel 2010 si trasferisce all'Al-Tahaddy. Nel gennaio 2012 passa al Bizertin. Nell'estate 2012 viene acquistato dall'Al-Tersana.

### Nazionale
Ha debuttato in Nazionale nel 1998. Ha partecipato, con la Nazionale, alla Coppa d'Africa 2006. Ha collezionato in totale, con la maglia della Nazionale, 45 presenze e 29 reti.